# Punta Negra (Uruguay)
Punta Negra, cuyo nombre completo es Punta Negra de Portezuelo, es una península y balneario uruguayo del departamento de Maldonado. Es parte del Municipio de Piriápolis. Está localizado a 10 km al este de Piriápolis, 4 km al este de Punta Colorada y 7 km al oeste del balneario Sauce de Portezuelo. Su playa se llama Playa Punta Negra.

## Población
En 2023 Punta Negra tenía una población de 914 habitantes permanentes y 1297 viviendas.
| Año  | Población | Viviendas |
| ---- | --------- | --------- |
| 1963 | 69        | 18        |
| 1975 | 29        | 25        |
| 1985 | 11        | 18        |
| 1996 | 42        | 78        |
| 2004 | 50        | 175       |
| 2011 | 178       | 505       |
| 2023 | 914       | 1297      |

Fuente: Instituto Nacional de Estadística de Uruguay